# Шандор Хартиг
Шандор Хартиг (мађ. Hartig Sándor, Велики Бечкерек, 13. децембар 1925 — Зрењанин, 29. октобар 2002) био је писац, редитељ, сценограф костимограф, креатор лутака и луткар, аниматор, педагог, руководилац, скулптор. Заслужан је, између осталог, што је Зрењанин, једну деценију после Другог светског рата добио достојно место на луткарској позоришној карти комунистичке Југославије. Он је био идејни творац, утемељивач и први пионир зрењанинског луткарства. Осим што је установио Луткарско позориште у Зрењанину, написао је читав низ сјајних представа, режирао, израђивао лутке и сценографију, глумио у њима, а учинио је и нешто најдрагоценије: створио је генерацију уметника-луткара од којих неки и данас раде. Темељи целокупног животног опуса Шандора Хартига у луткарском позоришту, почивају на: организовању институционалног рада, изградњи глумачког ансамбла, сценском стварању и просуђивању луткарске уметности.

## Животна прича
Шандор Хартиг је рођен као осмо од једанаесторо деце Алберта и Ане Хартиг. Отац му је био учитељ, још бољи отац и изузетан музичар - оргуљаш. Ана, мајка, домаћица, била је Шандору потпора и икона у сваком каснијем стварању. Са 16. година 1941. г. одлази у Нови Сад ради поласка у Учитељску школу, коју након рата, 1945. године, завршава у Сенти. Наредне године, 1946, почиње да ради као учитељ у Ђали, да би током наредне деценије, до 1956, радио као директор и учитељ у три зрењанинске школе. Радећи у просвети, пронашао је своју животну љубав - свет бајки, открио је како деца стварају свој свет маште и фантазије. Од 1956. до 1974. године посвећује се свим сегментима рада у Зрењанинском позоришту лутака, од директора до луткара, сценографа, извођача. У Новосадском позоришту - Újvidéki Színház ради од 1974-1978. године као оперативни директор. Након одласка у пензију, враћа се у Зрењанин.

## Позориште
На личну иницијативу Шандора Хартига, Народни одбор Зрењанина је 3. фебруара 1956. године донео одлуку о оснивању Марионетског позоришта, а Шандор Хартиг је постављен на место управника. По његовим речима, тада је почела борба за опстанак и квалитет рада. Од учитеља је постао редитељ, креатор лутака, сценограф и глумац-луткар. Током рада у позоришту је креирао преко хиљаду лутака, а сарадник у изради костима је увек била његова супруга Гизела Хартиг. Режирао је преко 80 луткарских позоришних представа на српском, мађарском, румунском и словачком језику. Играо је у више од 2 000 луткарских и телевизијских представа. На његов предлог, Новосадска телевизија први пут у програм за децу укључује луткарске представе. Назив прве телевизијске серије овог типа је био Дугоушко и Лажљивко (Füli és Csali). Друга се звала: Породица мишева. Са Новосадском телевизијом је као спољни сарадник, заједно са луткарима из Зрењанина, сарађивао десет година.

## Обгрљене професије
Паралелно са наведеним пословима, Шандор Хартиг је радио и многе друге. Такође, у његовој организацији или са позиције на којој се налазио, поникли су, развили се и остварили разни други пројекти:
- Био је директор Аматерског позоришта "Мадач" у Зрењанину и ту је функцију обављао десет година волонтерски, без надокнаде;
- 1959. Позориште лутака у Зрењанину организује луткарску манифестацију која је следеће године прерасла у Мајске игре у Бечеју;
- 1962. у организацији Зрењанинског позоришта лутака, одржан је Први сусрет позоришта лутака у Србији;
- Био је идејни творац и редитељ успешних дечијих карневала, са више хиљада лутака које су сама деца израдила;
- Оспособио је младу трупу глумаца-луткара који су посветили живот том позиву и постали великани у свом послу;
- У Шапцу је, још као млади луткар, 1965. године, држао први Републички семинар за Просветне раднике Србије, након којег су почеле да раде школске луткарске секције широм Србије;
- У Педагошком заводу у Зрењанину је такође држао семинар за учитеље Баната са темом: Како претворити час цртања у ликовно образовање;
- Бавио се вајарством и за собом је оставио немали опус. Два пута је излагао своје радове. У Суботици је 1999. године имао самосталну изложбу лутака, скулптура и сценографије, а у Народном музеју у Зрењанину, 2000. године је приређена изложба његових лутака и скулптура.Овако се воде лутке - Шандор и Гизела Хартиг Фотографија је део легата Шандора Хартига Позоришном музеју Војводине.
- У Кикинди, где је радио 6 година, основао је аматерску луткарску дружину која је вишеструко награђивана на Мајским играма у Бечеју.
- Водио је луткарску секцију при Дечјем одељењу Градске библиотеке у Зрењанину.
- Обучавао је зрењанинске васпитачице како да креирају лутке, како да режирају представе са луткама у забавишту. Забавиште "Змај Јова" два пута је награђивано за најбољу представу на ЛУТКЕФ-у, 1998 у Суботици и 2000. у Београду;
- Са Позориштем лутака учествовао је неколико пута на Међународном фестивалу луткара у Бекешчаби (Мађарска);
- Усавршавао се у позориштима са дугом луткарском традицијом: у Београду, Љубљани, Загребу и Будимпешти;
- Ван позоришта, радио је и као одборник у Скупштини Општине Зрењанин, био је члан Покрајинског фонда за културу, Председник Извршног одбора Општинске заједнице културе у Зрењанину, председник Скупштине Самоуправне интересне заједнице културе у Новом Саду итд.[4]

## Награде
Шандор Хартиг је вишеструко награђиван за свој рад, доприносе и залагања. 
Неке од најважнијих награда су:
- Орден заслуга за народ са сребрном звездом;
- Плакета и повеља Савета за старање и бригу о деци Србије „За радза децу и са децом”;
- Октобарска награда Града Зрењанина;
- „Златна ружа” Књижевне заједнице у Зрењанину за вишедеценијску посвећеност врхумском луткарству;
- Награда за животно дело „Мали принц” у области уметничког стваралаштва за децу коју додељује Међународни фестивал позоришта за децу у Суботици;
- Постхумно, Шандору Хартигу је додељена и Повеља за посебан допринос развоја луткарства на 35. сусрету професионалних позоришта лутака, одржаном у Зрењанину 2002. године, са напоменом да је тај фестивал и основан по његовој идеји.

## Сведочења савременика и сарадника
„...У сусрету са Шањиком, свако је дете правило искорак напред - према њему; нисам ни једно видео да устукне, или застане. Тај магнетизам приписујем његовој пеадгогији, која није била књишка, него можда онај божји дар који се добија у многочланим породицама...” - Војислав Зорић
„... био је свестрани стваралац са богатом маштом, уверен да луткарско позориште служи за обогаћивање дечјег света. Његова благост, тактичност, систематичност, цело његово биће одржавало је спокој и мирноћу, а истовремену неку замишљеност и поглед у даљину. Био је добар човек...” - Живомир Јоковић
„...Био је и остао водећи мајстор у изради марионетских лутака. Он их је вајао, састављао, монтирао и у његовим вештим аниматорским рукама је проходала свака марионета у позоришту.
Сећам се његове лутке, пса Цезара. Кретао се као да је жив. Фасцинирао ме је сваки покрет, сваки трзај тог четвороножног псића. Гледала сам у веште прсте чика Шањија, како преплиће, подиже, спушта конце. Некада ми се учинило да тај човек има стотину руку...” - Ирена Тот
„...Његово луткарство је било препуно веселости и животне раздраганости. Овај учитељ, педагог по образовању и друштвени радник у области културе за децу, истицао је да се животу на луткарској сцени највише научио управо од деце... ” - Слободан Марковић
„...Памте се његове виртуозне лутке, било да су јавајке, гињоли, марионете. Хартигове лутке су увек живе. Оне су креиране да би играле чаробни и непоновљиви свет позоришта лутака. Његови ликови су ликови из бајки, али и ликови из света детињства. Оно што могу Хартигове лутке - то живи глумци не могу...” - Радослав Лазић